# Município de Athens (condado de Harrison, Ohio)
Localização do Ohio nos E.U.A.
O município de Athens (em inglês: Athens Township) é um município localizado no condado de Harrison no estado estadounidense de Ohio. No ano 2010 tinha uma população de 505 habitantes e uma densidade populacional de 7,66 pessoas por km².

## Geografia
O município de Athens encontra-se localizado nas coordenadas 40° 11′ 58″ N, 81° 00′ 41″ O. Segundo a Departamento do Censo dos Estados Unidos, o município tem uma superfície total de 65.93 km², da qual 65,02 km² correspondem a terra firme e (1,39 %) 0,91 km² é água.

## Demografia
Segundo o censo de 2010, tinha 505 pessoas residindo no município de Athens. A densidade de população era de 7,66 hab./km².